# ブンデスリーガ・スキャンダル
ブンデスリーガ・スキャンダル (Bundesliga-Skandal) とは、西ドイツプロサッカー一部リーグの第8シーズン目、ブンデスリーガ1970-1971終盤戦の残留争いにおいて、ロート＝ヴァイス・オーバーハウゼンとアルミニア・ビーレフェルトが八百長や買収などの不正行為を行った事件である。その後ドイツサッカー協会による追跡調査が進み、残留争いに関係する試合に関して、さらに多くの選手・指導者・クラブ経営者の不正行為が発覚した。

## 概要
スキャンダルの発端は、キッカーズ・オッフェンバッハの会長、ホルスト＝グレゴリオ・カネジャスが1971年6月6日に開いた、自身の50歳の誕生日パーティーであった。その場で再生されたテープは、出席者たちを驚愕させた。録音されていた複数の会話は、試合の不正操作と買収に関するものだったからである。DFB会長とサッカー西ドイツ代表監督ヘルムート・シェーンは、恐怖のあまり途中でパーティーを抜けた。
メディア関係者らはこのブンデスリーガ・スキャンダルを報じ、DFBはテープに収録されていた選手たちの会話音声を聴かされた。それは、西ドイツ代表選手のマンフレート・マングリッツやベルント・パツケらが、降格危機にあるオッフェンバッハのカネジャス会長に対して、降格回避に役立つ結果を出す見返りに、賄賂を求めている事をはっきりと示していた。DFB首席検事ハンス・キンダーマンによる調査報告書で、他のブンデスリーガの試合においても八百長が発覚した。1971年4月17日のFCシャルケ04-アルミニア・ビーレフェルト戦 (0-1) において、シャルケの選手達が買収されていた事実が判明し、1973年にシャルケの選手達全員に追放処分が下された。
特に有名な追放選手は、1970 FIFAワールドカップの西ドイツ代表に選ばれたラインハルト・リブダ (2年後に処分解除)、クラウス・フィヒテル (6か月後に解除)、1982 FIFAワールドカップの代表となるクラウス・フィッシャー (1年後に解除)、などである。1970年W杯経験者・1.FCケルンのGKマンフレート・マングリッツは、2回にわたって追放処分を受け (当初は永久追放処分)、スキャンダルの2年後に復帰を認められた。これらスポーツ裁判所での判決に加えて、何人かの選手は通常の法廷で偽証罪に問われた。この時代からシャルケは、とりわけ同じルール地方のライバルクラブのファンから、FC偽証罪 (FC Meineid) という侮蔑的あだ名をつけられた。 
合計で52人の選手、2人の監督 (ビーレフェルトのエゴン・ピエヒャチェクと、オーバーハウゼンのギュンター・ブロックナー)、電話で総額110万マルクの賄賂を受諾したカネジャスを含む6人のクラブ経営者が、処分を受けた。ビーレフェルトとオッフェンバッハは、プロクラブのライセンスを剥奪された。
ビーレフェルトにとってこの処分は、1971-1972シーズンを「幽霊シーズン」と化すものだった。彼らは残留圏内でシーズンを終えたが、ライセンス剥奪により強制降格となり、全試合敗北した事になったからである。最も多く選手が処分されたのは、アイントラハト・ブラウンシュヴァイクの16人で、続いてヘルタBSCの15人だった。1970-1971シーズンに降格したロート＝ヴァイス・エッセンも八百長を犯したが、クラブ単位の処分はなかった。2年後にブンデスリーガに復帰している。

## 不正試合

### 1971年4月17日 (第28節)
FCシャルケ04 – アルミニア・ビーレフェルト 0:1
ビーレフェルトはシャルケの各選手に2300ドイツマルク、合計4万マルクを支払って買収した。重要な合宿に参加していなかったシャルケのGKディーター・ブルデンスキは、何も知らなかったとされる。ただ、ブルデンスキは後になって約2000マルク受け取ったことを認めた、という情報もある。83分ビーレフェルトはゲルト・ロッゲンザックが決めて、1-0で勝利。もともと噂になっていたが、ブルデンスキはシーズン終了後にビーレフェルトに移籍した。

### 1971年5月5日 (第24節順延試合)
1. FCケルン – ロート＝ヴァイス・エッセン 3:2
ケルンのGKマンフレート・マングリッツは、試合前にオッフェンバッハのカネジャス会長に電話をかけて、25000マルクを要求した。もし払わなければ、オッフェンバッハの残留争いのライバルであるエッセンに対して、多少の事をやらせる (einige Dinger durchlassen) かもしれない、などとほのめかした結果、カネジャスは要求額を支払った。

### 1971年5月22日 (第32節)
1. FCケルン – ロート＝ヴァイス・オーバーハウゼン 2:4
再度マングリッツが買収された。

MSVデュースブルク – アルミニア・ビーレフェルト 4:1
デュイスブルクのMFゲルト・ケンチュケが、アルミニアから6万マルク (選手全員分) を受け取ったが、チームメイト達にそのことを知らせず、デュースブルクの勝利後に自分の分だけ残して、あとは返金した。

### 1971年5月29日 (第33節)
アルミニア・ビーレフェルト – VfBシュトゥットガルト 1:0

ビーレフェルトは、シュトゥットガルトの3人の選手に15000マルクずつ支払って買収し、そのカネの運び屋にも25000マルクを払った。ビーレフェルトは69分に決勝ゴールを決めた。

### 1971年6月5日 (最終節)
アイントラハト・ブランシュヴァイク – ロート＝ヴァイス・オーバーハウゼン 1:1
ビーレフェルトはブラウンシュヴァイクに対し、RWオーバーハウゼンを倒してくれた場合の報酬として、最初に12万マルクを提示、その後17万マルクに増額し、前金として10万マルクを支払っていた。結果は引き分けで、4万マルクが支払われた。
ヘルタBSC – アルミニア・ビーレフェルト 0:1
オッフェンバッハ会長カネジャスは、ヘルタの選手ベルント・パツケとタッソ・ヴィルトに対し、ビーレフェルトを倒してくれた場合の報酬として、14万マルクを提示した。しかし既にビーレフェルトのマネージャーが先手を打ち、22万マルク提示してヘルタに敗北を依頼しており、試合後に25万マルクが支払われた 。
ヘルタの選手ユルゲン・ルーモアは、ビーレフェルトのマネージャー、ユルゲン・ノイマンから受けた25万マルクの敗北報酬の提示について、チームメイトたちに話そうとした。しかしほぼ同時にパツケとヴィルトが、オッフェンバッハから受けた勝利報酬のオファー、ヘルタがビーレフェルトを倒してくれた場合の一人当たり1万マルクの提示について、聞かされた。その後チーム全員で激論がなされ、当然ながら勝ちに行こうという事になった。自クラブとオッフェンバッハ、両方から勝利ボーナスがもらえるからだ。
問題の核心は、ヘルタが負けた場合にそれと同額の報酬を、ビーレフェルトからも提示されていたことだった。ルーモアによれば、自分たちは勝利目指して当然真剣にやるはずだった。しかしビーレフェルトのノイマンと2度目に会った時、彼はチームメイトのゲルゲイとヴァルガが、すでにビーレフェルトからカネを受け取っていた事実を知る。結局ルーモアは試合をスタンド観戦したが、両者が多少の談合を行っている事も、はっきりわかったという。
それからチームは勝利を目指して戦ったように見えたが (彼の眼には)、しかし0-1で負けた。選手たちはボーナスがふいになって、落ち込んでいるように見えた。そこでルーモアはチームメイト達に、実はまだビーレフェルトからの「敗北報酬」として、25万マルクがあることを教えた。ルーモアは八百長オファーに賛成も拒否もしなかったのだが、試合後ノイマンに電話すると「ヘルタはわざと負けたのかと思った」、などと言われた。それからルーモアは、25万マルクの運び屋をノイマンにの元へ向かわせた。

1. FCケルン – キッカーズ・オッフェンバッハ 4:2
オッフェンバッハ会長カネジャスは、ケルンのGKマングリッツに対して、いくら払えば自分たちを勝たせてくれるのか質問した。マングリッツの要求額は、自分と他5名の共謀選手に対して、総額10万マルクであった。カネジャスは支払わず、マングリッツもメンバー外だった。オッフェンバッハは敗れ、ロート＝ヴァイス・エッセンと共に降格。ビーレフェルトは対戦相手を買収することによって、残留を勝ち取った。

## 処分
スキャンダルの発覚以降批評家たちは、とりわけ自国開催の1974 FIFAワールドカップの期間中にもかかわらず (その前後の時期にも裁判や処分は行われたが)、DFBはあまりにも性急な処分を下しているとして、批判していた。なお、UEFA欧州選手権1972予選の大一番イングランド-西ドイツ戦の直前にも、マスコミはスキャンダル関連の報道ばかりしていた。

### 選手

#### ヘルタBSC
- タッソ・ヴィルト（ドイツ語版）, ベアント・パツケ（ドイツ語版）: 1971年7月24日から1975年6月30日まで追放処分、ただし国外は除く。1973年11月26日処分解除。パツケは当初10年追放の予定だった[16]。

- ユルゲン・ルーモア（ドイツ語版）, ラースロー・ゲルゲイ (サッカー選手)（ドイツ語版）：1972年1月23日から影響追放、15000ドイツマルクの罰金・1973年1月26日解除。

- フォルクマー・グロース（ドイツ語版）, ペーター・エンダース (サッカー選手)（ドイツ語版）, ヴォルフガン・ガイアー（ドイツ語版）, アルノ・シュテッフェンハーゲン（ドイツ語版）, Template:カール＝ハインツ・フェアシュル, ハンス＝ユアゲン・シュペアリヒ（ドイツ語版）, フランツ・ブルンクス（ドイツ語版）, ユルゲン・ヴェーバー (1944年生まれのサッカー選手)（ドイツ語版）: 1972年6月21日から1974年6月20日まで追放処分[2]、15000DMの罰金、1973年11月26日解除。
- ミヒャエル・ケルナー (サッカー選手)（ドイツ語版）: 上記の選手達と同じ追放処分・罰金。訴訟費用と罰金を支払わなかったので、さらに1981年10月12日まで追放。

- ウーヴェ・ヴィット (サッカー選手)（ドイツ語版）: 上記の選手達と同じ追放処分・罰金。罰金未払いにより、最終的に永久追放。

- ゾルターン・ヴァルガ (サッカー選手)（ドイツ語版）: 1972年1月23日から1974年6月30日まで追放処分[2]、1972年7月1日より国外でのサッカー活動解除、15000DMの罰金。

#### VfBシュトゥットガルト
- ハンス・アーノルト (1941年生まれのサッカー選手)（ドイツ語版）: 1971年10月23日から永久追放、15000DMの罰金、1973年8月1日追放解除。
- ハートムート・ヴァイス（ドイツ語版）, ハンス・アイゼレ (サッカー選手)（ドイツ語版）: 1972年1月22日より永久追放、15000DMの罰金、1973年8月追放解除。

#### FCシャルケ04
- クラウス・フィヒテル（ドイツ語版）: 1973年8月18日から1975年3月17日まで追放処分、1973年6月25日より国外活動許可、2300DMの罰金、1974年1月24日追放解除[2]。1978年1月3日から1978年1月22日まで追放処分、10000DMを癌患者支援に支払い命令。

- ハンス＝ユルゲン・ヴィットカンプ（ドイツ語版）, ロルフ・リュスマン（ドイツ語版）, ヘアバート・リュトケボーマート（ドイツ語版）: 1973年3月18日から1974年2月28日まで追放処分、1973年6月25日国外活動許可、2300DMの罰金、1974年1月24日追放解除[2]。1976年2月21日から1976年3月24日まで、1976年12月9日から1977年1月14日まで追放処分。10000DMを癌患者支援に支払い命令。
- マンフレート・ポールシュミット（ドイツ語版）: 1972年8月5日から永久追放、2300DMの罰金、1978年1月25日追放解除。
- ハンス・ピアクナー（ドイツ語版）: 1972年8月5日から1974年8月4日まで追放処分[2]、2300DMの罰金、1973年8月15日オーストリアサッカー協会により追放解除。
- ユアゲン・ゾービーライ（ドイツ語版）: 1972年8月5日から1973年9月30日まで、1976年2月21日から1976年3月24日まで、1976年12月9日から1977年1月14日まで追放処分。2300DMの罰金、10000DMを癌患者支援に支払い命令。1973年6月25日国外活動許可。
- クラウス・フィッシャー: 1972年9月30日から1973年9月30日まで、1976年2月21日から1976年3月24日まで、1976年12月9日から1977年1月14日まで追放処分。2300DMの罰金、10000DMを癌患者支援に支払い命令。国外活動は許可。
- ラインハート・リブダ（ドイツ語版）: 1972年9月30日から永久追放、2300DMの罰金、1974年1月5日追放解除[2]。
- ディーター・ブアデンスキ（ドイツ語版）: 1973年2月4日から1973年5月21日まで追放処分、2300DMの罰金、1973年5月15日追放解除。
- クラウス・ゼンガー（ドイツ語版）: 1976年2月21日から1976年6月30日まで追放処分。
- ユアゲン・ガルビーアツ（ドイツ語版）: 1972年8月5日から1974年8月4日まで追放処分、2300DMの罰金、1973年8月6日追放解除。
- ハインツ・ファン・ハーレン（ドイツ語版）: 1973年4月25日から1975年4月24日まで追放処分、2300DMの罰金。

#### アルミニア・ビーレフェルト
- ヴァルデマー・スロミアニー（ドイツ語版）: 1972年4月8日から1974年7月31日まで追放処分[2]。
- ユアゲン・ノイマン（ドイツ語版）: 1971年10月23日から永久追放、15000DMの罰金、1976年8月20日追放解除。罰金を未払いのため、1978年12月11日に選手ライセンス没収。

#### MSVデュースブルク[2]
- フォルカー・ダナー（ドイツ語版）: 1972年4月26日から1972年8月25日まで追放処分。
- ゲルト・ケンチュケ（ドイツ語版）: 1972年4月8日から10年間追放処分、2500DMの罰金、1973年8月1日追放解除。

#### アイントラハト・ブランシュヴァイク[2]
- ローター・ウルザス（ドイツ語版）: 1971年8月7日から1973年1月1日まで追放処分、1972年8月16日から国外活動許可、2200DMの罰金。
- ホースト・ヴォルター（ドイツ語版）, ヴォルフガン・グジプ（ドイツ語版）, ペーター・カーク（ドイツ語版）, フランツ・メアクホッファー（ドイツ語版）, ベアント・ゲアスドーフ（ドイツ語版）, クラウス・ゲアヴィーン（ドイツ語版）, ライナー・スクロツキ（ドイツ語版）, エーバハート・ハウン（ドイツ語版）, ヤーロー・デッペ（ドイツ語版）, ディートマー・エアラー（ドイツ語版）, フリートヘルム・ヘーバーマン（ドイツ語版）, ヨアヒム・ベーゼ（ドイツ語版）, ミヒャエル・ポリュフカ（ドイツ語版）: それぞれ4400DMの罰金。
- マックス・ローレンツ (サッカー選手)（ドイツ語版）: 1972年1月15日から1973年3月31日まで追放処分、2200DMの罰金。
- ブルクハルト・エラー（ドイツ語版）: 1973年2月9日から1973年5月8日まで追放処分、2000DMの罰金。

#### 1. FCケルン[2]
- マンフレート・マンリッツ（ドイツ語版）: 1971年7月から計2回の追放処分、1973年追放解除。

### 指導者
- エゴン・ピエヒャチェク（ドイツ語版） (アルミニア・ビーレフェルト): 1972年4月15日から追放処分、1975年4月1日追放解除。
- ギュンター・ブロックナー（ドイツ語版） (ロート=ヴァイス・オーバーハウゼン): 1972年11月11日から追放処分、1974年11月10日追放解除[2]。

### 役員[2]
- ホースト＝グレゴリオ・カネリャス（ドイツ語版） (オッフェンバッハ): 1971年7月24日から永久追放、1976年12月16日追放解除。
- フリードリヒ・マン, フリッツ・コッホ, ヴァルデマー・クライン（ドイツ語版） (オッフェンバッハ): 1971年7月24日から1972年7月1日まで追放処分。
- ペーター・マーセン（ドイツ語版） (RWオーバーハウゼン): 1972年7月7日から1974年7月6日まで追放処分[2]。
- ヴォルフガン・ホルスト（ドイツ語版） (ヘルタBSC): 1973年3月24日から1978年3月23日まで追放処分。1977年12月20日追放解除。

### クラブ
関与したクラブのうち、2クラブだけが処分された。
- キッカーズ・オッフェンバッハ：1971年7月24日から2年間プロクラブ・ライセンス没収、しかし1972年に昇格した。
- アルミニア・ビーレフェルト： 1972年4月15日にプロクラブ・ライセンス没収、レギオナルリーガ (当時2部リーグ) に強制降格処分、50000DMの罰金。

## その後
キッカーズ・オッフェンバッハは、フースバル・レギオナルリーガ1971-1972からブンデスリーガに復帰、ライセンス没収中のはずだったが、昇格を認められた。アルミニア・ビーレフェルトは強制降格処分の6年後、2.フースバル・ブンデスリーガ1977-1978から昇格した。

追放処分中の選手の多くが、南アフリカのクラブに移籍した。当時アパルトヘイト問題でFIFAから資格停止されていた、白人政権側サッカー協会の南アフリカ・ナショナルフットボールリーグに属するクラブである。フォルクマール・グロースとアルノ・シュテッフェンハーゲンはケープタウンのヘレニックFC、ヴォルフガン・ガイアーとベルント・パツケはダーバン・シティに移籍した。ハンス・ピルクナーもプレトリアFCに入団したと報じられた。

## 改革
ドイツサッカー協会が八百長スキャンダル発生原因を分析した結果、サラリーキャップ制度の報酬上限額が相場に見合っていない事、選手がフルタイムのプロ契約を締結できるリーグがブンデスリーガに限定されている事、などが主な問題として挙げられた。1972年にサラリーキャップ制は廃止され、1974年にはフルタイムプロ契約ができる2部リーグとして、2.フースバル・ブンデスリーガが創設された。